# Alissos
Alissos (grec Αλισσός) és una vila i comunitat a la unitat municipal de Dymi, a Acaia, Grècia, propera al golf de Patres, 3 km a l'est de Kato Achaia, 3 km al sud.oest de Kaminia i 17 km al sud-oest de Patres. La comunitat la formen les viles d'Alissos, Kamenitsa, Paralia Alissou i Profitis Elissaios. El 2011 tenia una poblacia de 750 habitants, amb un lent però progressiu descens (1073 habitants 20 anys abans).
Alissos va ser conegut com a Lisarea o Lysaria (grec Λισσαρέα o Λησαρέα, frances la Lisarée) durant el període del Principat d'Acaia establert a partir del 1205 per la Quarta croada i extingit el 1432. Segons la  Crònica de Morea , es tractava d'un dels feus de la Baronia d'Akova, que poseia a finals de la dècada de 1270 Margarita de Neully, neboda de Gautier II de Rosières, baró d'Akova, la qual l'hauria heretat del seu marit i primer senyor conegut, Gibert de Cors, mort el 1258. Margarita es va casar dues vegades més i probablement la va cedir al seu fill Guillem de Cors, del primer matrimoni, que va morir abans que la seva mare, morta el 1280; aleshores la senyoria va passar a la filla Margarita de Cors, també nascuda del primer matrimoni. Es va casar amb Payen de Sastenay que era senyor de Moraina (Morena, senyoria que li va llegar a la seva mort) i Margarita es va tornar a casar vers 1287 amb Jofré II de Bruyéres o Briel que fou senyor de Moraina (morena) i Lisarea del 1287 al 1289. Morts Jofré (1289) i Margarita (després de 1289) el feu va ser heretat per la filla de Margarita, Elena, la qual es va casar amb Vilain II d'Aulnay, baró d'Arcàdia, i suposadament foren senyors de Moraina i de Lisarea; la senyoria de Lisarea desapareix després de les fonts, però sens dubte va quedar en poder dels barons d'Arcàdia; reapareix esmentada vers el 1377, quan estava en poder de Centurió I Zaccaria del qual va passar a Andrònic Asen Zaccaria i d'aquest a Centurió II Zaccaria. Degue ser ocupada pel Despotat de Morea el 1429 quan van conquerir Patres, tot i que Lisarea no s'esmenta.